# Cubnara lyrata
Cubnara lyrata är en insektsart som beskrevs av Irena Dworakowska 1981. Cubnara lyrata ingår i släktet Cubnara och familjen dvärgstritar. Inga underarter finns listade i Catalogue of Life.